# Eugene Record
Pour les articles homonymes, voir Record.
 Eugene Record, né le 23 décembre 1940 à Chicago et mort le 22 juillet 2005 à Hazel Crest, est le chanteur principal du groupe américain The Chi-Lites, auteur et interprète de leurs succès des années 1970. Il produit également d'autres groupes au sein du label Brunswick Records. Partenaire de Barbara Acklin, il co-écrit et co-produit avec elle de nombreux morceaux. En 2003, le succès mondial de Crazy in Love de Beyoncé et Jay-Z qui sample Are You My Woman (Tell Me So) (1970) des Chi-Lites le rappelle au souvenir de l'industrie du disque.

## Biographie
Eugene Brooker Record est né dans le South Side de Chicago, ville où il réside toute sa vie. Dans sa jeunesse, il commence à jouer de la guitare ; dans la maison, sa grande sœur s'exerce au piano sur des partitions classiques, ce qui l'encourage à perfectionner son art. Tandis qu'il fréquente la Englewood High School, il fonde à la fin des années 1950 un trio harmonique dans le style doo-wop avec deux copains,
Clarence Johnson et Robert « Squirrel » Lester, formation jouant dans la rue ou les cafés et qu'ils appellent The Chanteurs. En 1959, ils enregistrent quelques morceaux pour un label local, Renee. Rejoints par Creadel « Red » Jones et Marshall Thompson, The Chanteurs devient un quintet et se rebaptise The Hi-Lites. Clarence Johnson quitte le groupe et Record gagne sa vie en étant chauffeur de taxi. L'un des premiers morceaux remarqués du groupe reste I'm So Jealous distribué par Mercury Records en 1964. Pour éviter d'être confondu avec un groupe homonyme, ils deviennent Marshall and the Chi-Lites, avec Marshall Thompson qui reste quelques mois chanteur principal. Record peine au départ à imposer ses morceaux. Recherchant le succès, The Chi-Lites auditionne en 1967 chez Brunswick Records auprès du nouveau manager, Carl Davis (1934-2012), qui les recrute en 1968, et va les faire accoucher en quelques mois de tubes planétaires. Entretemps, Record rencontre Barbara Acklin qui travaillait à l'origine comme réceptionniste chez Brunswick et était devenu en 1966 chanteuse et auteure grâce à Davis et à un ancien membre The Five Du-Tones. En 1968, Acklin et Record commencent à vivre ensemble ; ils auront cinq enfants. Tous deux produisent en février 1969 Am I the Same Girl avec Sonny Sanders (en). The Chi-Lites connaissent leur premier véritable succès avec Give It Away qui se hisse dans le top 10 du chart R&B en août 1969.
L'année 1970 voit l'accomplissement de tous les efforts de Davis : c'est lui qui insiste pour que la composition Oh Girl soit portée en avant ; les charts répondent favorablement et propulse le titre vers les sommets. Très marqué par l'album Hot Buttered Soul (1969) de Isaac Hayes, le couple Acklin-Record écrit Have You Seen Her (en) que Davis sort en single en octobre 1971 : le morceau devient aux États-Unis dès novembre numéro un du chart R&B et numéro 3 du Billboard Hot 100. D'autres succès arrivent avec Homely Girl ou encore Give More Power To The People. En tout, entre 1969 et 1975, The Chi-Lites et Record réussissent à placer 21 titres en tête des charts.
Record écrit et arrange pour d'autres artistes et formations du label Brunswick comme Jackie Wilson, The Lost Generation, Otis Leavill, The Dells et The Impressions. Quand le label connaît des problèmes financiers au milieu des années 1970, Eugene Record quitte The Chi-Lites et commence une carrière solo avec The Eugene Record, puis Trying to Get to You, et Welcome to My Fantasy, trois albums qui sortent chez Warner Music sans rencontrer le succès. Le 8 avril 1978, il est l'invité de Michael Palin dans le Saturday Night Live. En 1980, Record réintègre The Chi-Lites et renoue avec Carl Davis, avec qui il reforme plus tard le label de production Chi-Sound.
Record accompagne durant les années 1980 les Chi-Lites puis s'éloigne d'eux en 1988, opérant un retour à la religion chrétienne, prêchant dans des programmes de télévisions évangélistes, produisant un album de gospel pour son nouveau label Evergreen, Let Him In (1998) ; la même année il est ordonné ministre du culte pour l'église de Crusaders (Chicago).
En 2002, lui et les membres originels de The Chi-Lites figurent dans le documentaire de Donn Alan Pennebaker, Only the Strong Survive. L'année suivante, le succès de Crazy in Love de Beyoncé et Jay-Z qui sample allégrement Are You My Woman (Tell Me So) (1970) le voit créditer comme co-auteur et recevoir un grammy awards.
Âgé de 64 ans, Eugene Record meurt le 22 juillet 2005 à Hazel Crest (Illinois), près de Chicago, après avoir lutté de nombreuses années contre un cancer, auprès de sa seconde épouse Jacqueline.
Il est l'auteur de plus de 300 compositions.